# Al-Wasl Club
Al-Wasl Club is de voetbalafdeling van Al-Wasl Sports Club uit Dubai in de Verenigde Arabische Emiraten.
De club werd in 1974 opgericht en won zeven keer de UAE Liga en tweemaal de beker.

## Trainer
Op 16 mei 2011 werd bekendgemaakt dat Diego Maradona met ingang van het nieuwe seizoen (2011-2012) de nieuwe trainer van Al-Wasl zal zijn.

## Erelijst
- Landskampioen

1982, 1983, 1985, 1988, 1992, 1997, 2007, 2024
- UAE Presidents Cup

1987, 2007
Ajman Club · Al Ain FC · Al Dhafra SCC · Al-Fujairah SC · Al-Ittihad Kalba SC  · Al-Jazira Club · Al-Nasr SC · Al-Wahda FC · Al-Wasl Club · Baniyas SC · Dibba Al-Fujairah Club · Emirates Club · Shabab Al-Ahli Club · Sharjah SC